# Phare du cap de l'Aiguille
Ne doit pas être confondu avec Phare du cap des Aiguilles.
Le phare du cap de l'Aiguille est un phare de jalonnement situé à l'extrémité nord-est de la baie d'Oran.

## Historique

### Considérations générales
Il semble qu'avant la colonisation seuls quelques rares fanaux rudimentaires étaient placés aux abords des abris qui servaient de refuge aux vaisseaux barbaresques; tel le fanal ordinaire situé sur la haute tour du Penon d'Alger. Dès les premières années de la conquête des feux plus efficaces furent installés aux points les plus caractéristiques. C'est ainsi qu'en  1834, les Français installent à la place du fanal d'Alger un appareil consistant en un feu fixe surmonté d'une couronne tournante portant 8 lampes avec réflecteurs disposées de manière à réaliser un feu à éclipses de 30 secondes en 30 secondes.
Le premier rapport officiel traitant de l'éclairage des côtes algériennes est un rapport de la Commission Nautique de l'Algérie de 1843 qui établit un rapport complet "des améliorations à apporter aux feux existants (neuf à l'époque), des feux à établir immédiatement, des feux à établir par la suite".
Son exécution s'échelonna sur plusieurs années, avec les modifications imposées par les progrès de la technique et le développement de la navigation et dont les principales furent décidées par la Commission des Phares de 1861.
Les appareils ont été modifiés périodiquement entre 1860 et 1900. Les plus notables de ces améliorations consistèrent en la substitution de l'huile minérale par l'huile végétale en 1881 puis, par l'adoption de certains feux de lampe à niveau constant.
Le phare du cap de l'Aiguille fut réalisé en 1865.
En 1902, nouveau programme d'amélioration de l'éclairage côtier par la mise en place d'une Commission Nautique Spéciale qui adopte un programme de réalisations prévoyant entre autres la substitution aux feux fixes existants de feux à éclats ou à occultataions avec ou sans secteurs colorés.  Programme qui fut entièrement réalisé de 1904 à 1908 à l'exception de  la jetée Nord du port d'Alger.
L'électrification des feux principaux et des feux de ports fut poursuivie activement depuis la mission scientifique en Algérie, en 1924, de l'Ingénieur en chef du Service Central des Phares.
En outre quatre radiophares ont été mis en service; au phare de l'Amirauté à Alger (1931), au Cap de l'Aiguille (1938), au Cap Caxine (1938) et au Cap Matifou (1942). Les services techniques ont également prévu  l'établissement dans des délais rapprochés de quatre ouvrages supplémentaires au cap Ténès, au cap Bengut, au cap Bougaroun et au cap de Garde.

## Caractéristiques

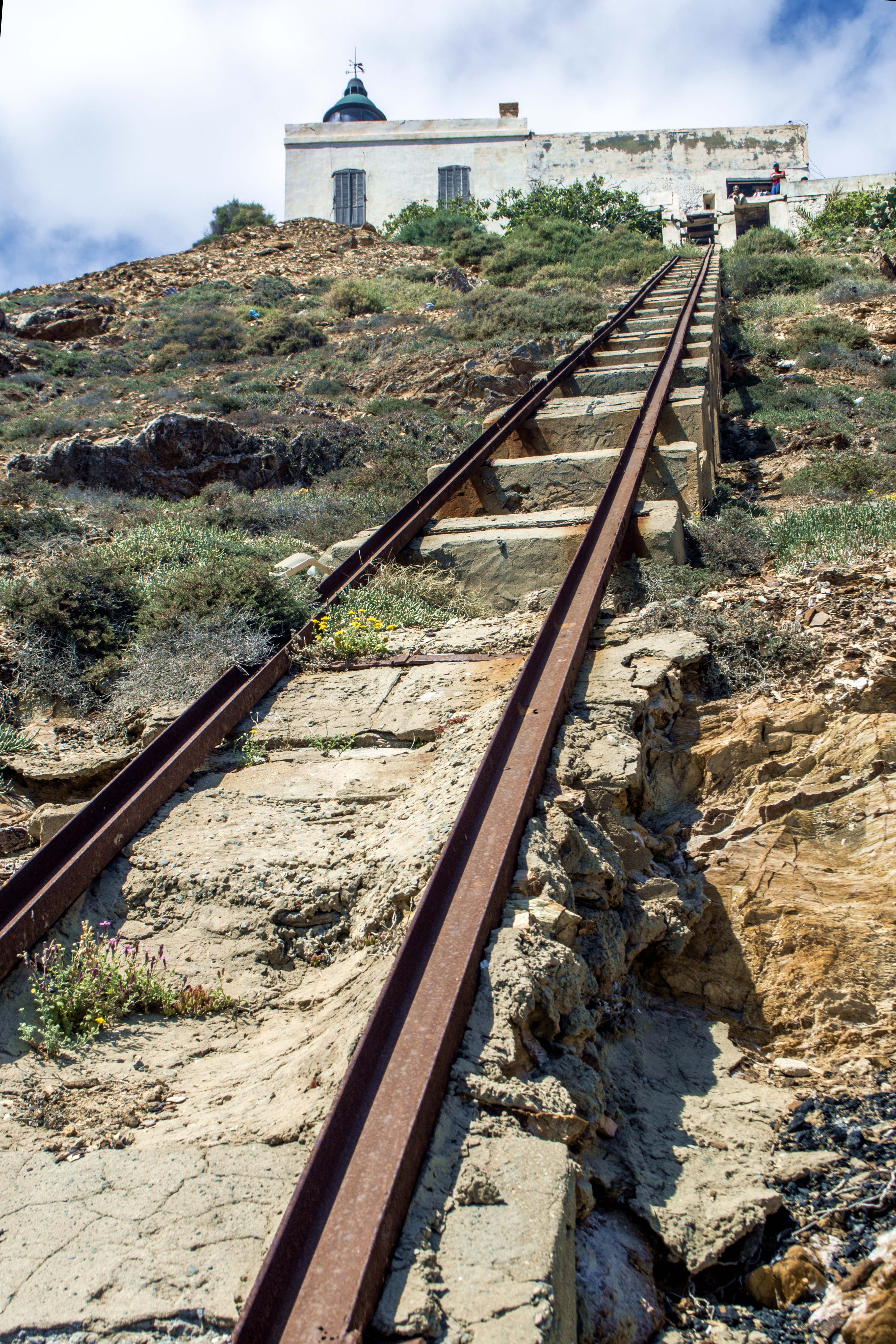
Le phare vu de bas

Le phare qui culmine à 63,6 m du niveau de l'eau est bâti au nord-est du port d'Oran sur la pointe ouest du Cap de l'Aiguille, près du village côtier de Kristel. C'est une tour cylindrique en maçonnerie lisse, de 12,6 m de haut, à l'ouest d'un groupe de bâtiments. Bâtiment à l'est de la tour, ocre clair, parmi lesquels trois logements de gardiens. Murs de clôture en maçonnerie lisse, ocre clair. À 68 m environ et dans l'azimut à 62°, bâtiment du radiophare, en maçonnerie lisse, ocre clair, haut de 6 m . Sur la tour : lanterne à entretien intérieur.
Électrification par panneaux solaires. La puissance de la lampe est de 180 W/ 220 V et l'éclairage est assuré par un feu de couleur blanche à 2 éclats en 10 secondes. La portée lumineuse est de 21 milles nautiques soit 39 km environ ce qui en fait un phare de second ordre.

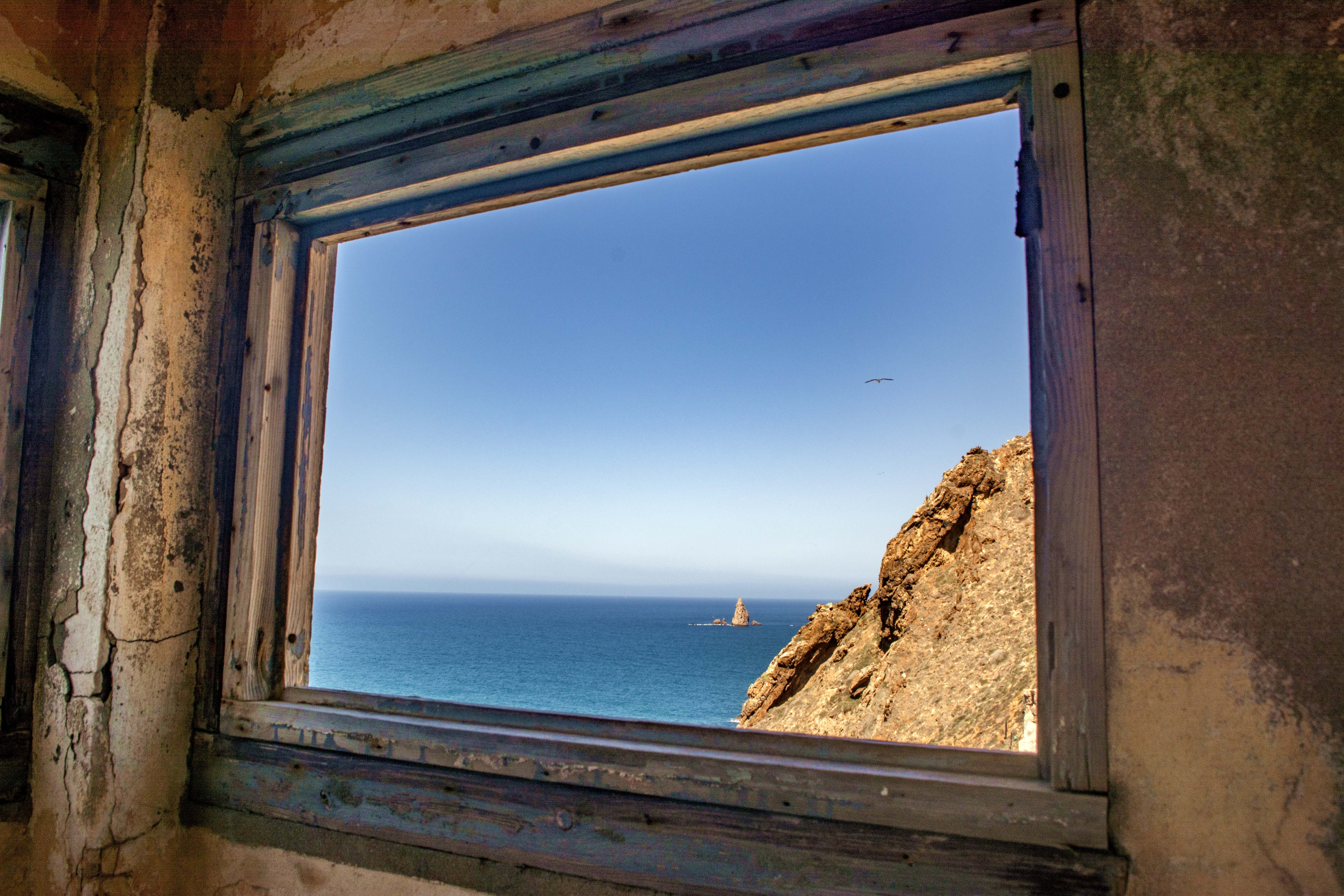
une vu dans une chambre situé dans le phare